# Бажена
Бажéна або Бажина — жіноче слов'янське (давньоукраїнське) ім'я.
Означає бажана, мила, бажане дитя, свята. Жіноча форма від Бажен.
Згадується у переліку давньоруських імен (споконвічних та запозичених).